# Xiangsi
Xiangsi (kinesiska: 相思, 相思乡) är en socken i Kina. Den ligger i provinsen Hunan, i den södra delen av landet, omkring 130 kilometer nordost om provinshuvudstaden Changsha. Antalet invånare är 16744. Befolkningen består av 7 989 kvinnor och 8 755 män. Barn under 15 år utgör 19,0 %, vuxna 15-64 år 69 %, och äldre över 65 år 10,0 %.
Genomsnittlig årsnederbörd är 2 078 millimeter. Den regnigaste månaden är maj, med i genomsnitt 321 mm nederbörd, och den torraste är januari, med 54 mm nederbörd.